# Bukatia
Bukatia (altgriechisch Βουκάτια) waren Feste im antiken Griechenland.
Inschriftlich sind sie nur aus Delphi bezeugt, wo sie unter den Festmahlen der delphischen Phratrie Labyadai genannt werden. Hier werden den Göttern Zeus Patroos und Apollon Erstlingsgaben dargebracht. Da griechische Monatsnamen nach Festen benannt wurden und der Monatsname Bukatios in mehreren westgriechischen Kalendern vorkommt, wird dabei ein großes Fest angenommen, das in mehreren Poleis Westgriechenlands begangen wurde.